# Theuma fusca
Theuma fusca là một loài nhện trong họ Gnaphosidae.
Loài này thuộc chi Theuma. Theuma fusca được William Frederick Purcell miêu tả năm 1907.